# Bun B
Bernard Freeman znany jako Bun B (ur. 19 marca 1973 w Port Arthur w Teksasie) – amerykański raper. Jest członkiem Rap-A-Lot Records. Razem z Pimp C tworzyli duet UGK, wydali wspólnie 10 albumów. Dodatkowo Bun B rozpoczął karierę solową. Jak do tej pory ukazały się jego trzy płyty zatytułowane Trill, II Trill i Trill O.G.

## UGK i MDDL FNGZ
Mieszkający w Port Arthur Bun B wspólnie z Chadem „Pimp C” Butlerem w latach 80. utworzyli duet Underground Kingz (UGK). W 1993 doszło do podpisania kontraktu płytowego z Jive Records, gdzie wypuścili swój debiutancki, studyjny album „Too Hard to Swallow”. UGK występowało gościnnie w kilku hitach, z których najbardziej znane są „Big Pimpin” Jaya-Z, a także „Sippin' On Some Syrup” Three 6 Mafii. W 2002 Pimp C trafił do więzienia za napad z bronią w ręku. Wtedy Bun B utworzył poboczny projekt Mddl Fngz, ich utwór „Hard In the Paint” został wykorzystany w grze konsolowej AND1 Streetball.

## Kariera solowa
Bun B rozpoczął karierę solową w 2003 po tym, jak Pimp C trafił do więzienia. Początkowo pojawiał się gościnnie w utworach innych wykonawców, między innymi wystąpił na płycie Paula Walla w piosence „They Don't Know”. a także „Gimme That” wydanej przez Webbiego. W 2005 wydał pierwszą solową płytę „Trill”, która zadebiutowała na 6. pozycji notowania Billboard 200, a w 2008 ukazała się jego druga solowa produkcja „II Trill”.

### Trill
18 października 2005 Bun B wydał swój debiutancki solowy album Trill. Zawierał on takie single jak „Draped Up” z gościnnym udziałem Lil’ Keke, a także remix tego utworu gdzie gościnnie wystąpili Mike Jones, Lil’ Flip, Paul Wall, Slim Thug, Devin the Dude i Z-Ro. Ponadto ukazał się singiel utworu „Git It” nagranego z Ying Yang Twins, jak również „Get Throwed” z Pimp C, Z-Ro i Young Jeezym. Album osiągnął szóste miejsce w amerykańskim zestawieniu Billboard 200 i pierwsze miejsce na Top R&B/Hip Hop Albums.

### II Trill
Po śmierci Pimp C, w 2007, Bun B powrócił do kariery solowej. W 2008 wydał swój drugi solowy album, II Trill. Pierwszym singlem było „That's Gangsta” z gościnnym występem Seana Kingstona, później ukazał się drugi singiel do piosenki You're Everything, gdzie można usłyszeć Ricka Rossa, Davida Bannera, jak i duet 8ball & MJG. Album zadebiutował na drugim miejscu w Billboard 200 osiągając sprzedaż 98 000 kopii w pierwszym tygodniu.

## Dyskografia

### Albumy
| Rok  | Tytuł    | Szczytowe pozycje na listach Billboardu | Szczytowe pozycje na listach Billboardu | Szczytowe pozycje na listach Billboardu |
| Rok  | Tytuł    | Billboard 200                           | Top R&B/Hip-Hop                         | Top Rap                                 |
| ---- | -------- | --------------------------------------- | --------------------------------------- | --------------------------------------- |
| 2005 | Trill    | 6                                       | 1                                       | 1                                       |
| 2008 | II Trill | 2                                       | 1                                       | 1                                       |
| 2010 | Trill OG | -                                       | -                                       | -                                       |

### Single

#### Solo
| Rok  | Tytuł                                                             | Szczytowe pozycje na listach Billboardu | Szczytowe pozycje na listach Billboardu | Szczytowe pozycje na listach Billboardu | Album      |
| Rok  | Tytuł                                                             | Hot 100                                 | R&B/Hip-Hop                             | Rap                                     | Album      |
| ---- | ----------------------------------------------------------------- | --------------------------------------- | --------------------------------------- | --------------------------------------- | ---------- |
| 2005 | „Draped Up” (feat. Lil’ Keke)                                     | -                                       | 45                                      | -                                       | Trill      |
| 2006 | „Git It” (feat. Ying Yang Twins)                                  | 109 (Bubbling Under)                    | 101 (Bubbling Under)                    | 22                                      | Trill      |
| 2006 | „Get Throwed” (feat. Pimp C, Young Jeezy & Z-Ro)                  | -                                       | 49                                      | 24                                      | Trill      |
| 2008 | „That's Gangsta” (feat. Sean Kingston)                            | 122 (Bubbling Under)                    | 45                                      | 16                                      | II Trill   |
| 2008 | „You're Everything” (feat. Rick Ross, David Banner & 8Ball & MJG) | -                                       | 59                                      | -                                       | II Trill   |
| 2010 | „Countin' Money” (feat. Yo Gotti & Gucci Mane)                    | -                                       | -                                       | -                                       | Trill O.G. |
| 2010 | „Trillionaire” (feat. T-Pain)                                     | -                                       | -                                       | -                                       | Trill O.G. |
| 2010 | „Just Like That” (feat. Young Jeezy)                              | -                                       | -                                       | -                                       | Trill O.G. |

#### Jako gość
| Rok  | Tytuł                                                          | Szczytowe pozycje na listach Billboardu | Szczytowe pozycje na listach Billboardu | Szczytowe pozycje na listach Billboardu | Album                                 |
| Rok  | Tytuł                                                          | Hot 100                                 | R&B/Hip-Hop                             | Rap                                     | Album                                 |
| ---- | -------------------------------------------------------------- | --------------------------------------- | --------------------------------------- | --------------------------------------- | ------------------------------------- |
| 2000 | „Big Pimpin” (Jay-Z feat. UGK)                                 | 18                                      | 6                                       | 9                                       | Vol. 3... Life and Times of S. Carter |
| 2000 | „Sippin On Some Syrup” (Three 6 Mafia feat. UGK & Project Pat) | -                                       | 30                                      | -                                       | When the Smoke Clears                 |
| 2005 | „3 Kings” (Slim Thug feat. T.I. & Bun B)                       | -                                       | 48                                      | 23                                      | Already Platinum                      |
| 2005 | „I Ain't Heard of That” (Slim Thug feat. Pharrell & Bun B)     | -                                       | 34                                      | 25                                      | Already Platinum                      |
| 2006 | „Check On It” (Beyoncé feat. Slim Thug & Bun B)                | 1                                       | 3                                       | -                                       | B’Day                                 |
| 2006 | „Chunk Up The Deuce” (Lil Keke feat. Paul Wall & Bun B)        | -                                       | 63                                      | -                                       | Loved by Few, Hated by Many           |
| 2006 | „They Don't Know” (Paul Wall feat. Mike Jones & Bun B)         | -                                       | 71                                      | -                                       | The Peoples Champ                     |
| 2006 | „Pourin' Up” (Pimp C feat. Mike Jones & Bun B)                 | -                                       | 103 (Bubbling Under)                    | -                                       | Pimpalation                           |
| 2007 | „My '64” (Mike Jones feat. Snoop Dogg & Bun B)                 | 101 (Bubbling Under)                    | 53                                      | 22                                      | The American Dream                    |

### Pozostałe występy gościnne
- 50 Cent – „As The World Turns”
- 8Ball & MJG – „The Streets”
- B.G. – „Retaliation”
- Big Tymers – „Playboy (Don't Hate Me)”
- Birdman – „Ghetto Life”
- Chamillionaire – „Picture Perfect”
- Chamillionaire – „Rollin”
- Do or Die – „Hey Ma!”
- Gucci Mane – „Black Tee”
- Juvenile – „Rock Like That”
- Lil Jon – „Diamonds”
- Lil Jon – „Rep Yo City”
- Lil Jon – „Grand Finale”
- Lil Keke – „Oh Buddy”
- Lil Kim – „We Don't Give a Fuck”
- Mike Jones – „Know What I'm Sayin'”
- MJG – „Take No Shit”
- Paul Wall – „Trill”
- Scarface – „Bitch Nigga”
- T.I. – „Bezzle”
- Webbie – „Give Me That”
- Yo Gotti – „Gangsta Party”
- Ying Yang Twins – „23 Hour LockDown”
- Young Buck – „Thug In Da Club”
- Young Buck – „Say It To My Face”
- Young Jeezy – „Trap Or Die”
- La Coka Nostra – „Choose Your Side"